# Economia da Suíça
A economia da Suíça é uma próspera e estável economia de mercado, com um Produto Interno Bruto per capita maior do que o das grandes economias da Europa ocidental.
A economia suíça beneficia-se de um setor de serviços altamente desenvolvido, liderado pelos serviços financeiros e de uma indústria especializada de alta tecnologia.
A Suíça é membro da Associação Europeia de Livre Comércio mas não faz parte da União Europeia. Nos últimos anos, os suíços têm procurado ajustar as suas práticas económicas às da UE, embora o país não pretenda ser membro pleno da UE a curto prazo. Berna e Bruxelas assinaram acordos de liberalização comercial em 1999. Estão igualmente a ser discutidas outras áreas de cooperação.
O país é o primeiro no ranking de competitividade do Fórum Econômico Mundial.

## Serviços financeiros
No século XIX diversos cantões adotaram o free banking (sistema bancário inteiramente desregulamentado), onde a livre entrada, circulação e emissão de moeda privada eram permitidos mas, com a nova regulação bancária de 1881, tal sistema foi extinto.
Atualmente, a Suíça é a principal praça financeira para a gestão de fortunas.
Por manter apreciada, historicamente, a moeda local (franco suíço) e por conservar um elevado grau de sigilo bancário, o país é um porto seguro para investidores interessados em proteger informações sobre a origem dos seus capitais. Em 2009, foi classificada como paraíso fiscal, pela OCDE.

### História do sigilo bancário suíço
Desde a década de 1930, diante da ascensão do nazismo na Alemanha, muitas pessoas passaram a procurar um lugar seguro para transferir seus capitais, diante do risco de guerra.
Os bancos suíços por pertencerem a um país neutro adotaram um sistema inviolável para proteger o patrimônio de seus clientes, o sistema não reconhece o indivíduo, não importa quem seja mas sim o portador da número da conta e a senha garantindo assim um sigilo total sobre as contas. Uma tentativa de quebra do segredo por via judicial levou o governo a criar, em 1934 uma emenda constitucional reconhecendo o segredo bancário.
Durante a Segunda Guerra Mundial, numerosos depositantes, muitos judeus, diante das dificuldades de comunicação entre parentes, não transferiram para os herdeiros os números e as senhas de suas respectivas contas, tornando-se impossível apresentar provas documentais, assim os valores depositados continuam incorporadas ao patrimônio dos bancos aguardando alguém que conheça o número da conta e a senha.
Posteriormente surgiu uma outra utilidade para o segredo bancário – abrigar os capitais enviados por ditadores e potentados de todo o mundo,  proveniente da corrupção de governantes, do narcotráfico, da fraude financeira. As contas nos bancos suíços passaram a servir para a lavagem de dinheiro. Quantias astronômicas eram ali depositadas e, se eventualmente descobertas, beneficiavam-se da lentidão dos processos judiciais.
Mais recentemente, os europeus mais abastados passaram a usar os depósitos na Suíça como estratégia de evasão fiscal - sobretudo para escapar ao pagamento do imposto de renda e do imposto sobre grandes fortunas, nos seus países de origem. Os bancos suíços foram assim incrementando seus depósitos a ponto de abrigarem, antes da atual crise financeira, 3 bilhões de euros. Essa soma astronômica foi, entretanto, reduzida para 2100 milhões de euros, após a atual crise, quando também aumentou a pressão internacional para a  quebra do sigilo bancário
O governo suíço comprometeu-se a aumentar o fornecimento de informações a outros países - considerando "caso a caso" e mediante "pedidos concretos e justificados". Mas, em 2 de abril de 2009, após a reunião do G20, em Londres, a Suíça foi incluída, pela OCDE, na 'lista cinza' de 38 países considerados paraísos fiscais. O presidente da Confederação Suíça (também ministro das Finanças) Hans-Rudolf Merz criticou os critérios usados para estabelecer a lista.

## Dados econômicos
O quadro a seguir mostra a evolução do Produto Interno Bruto da Suíça, a preços de mercado, estimado pelo Fundo Monetário Internacional, com valores em milhões de francos suíços, e o valor médio anual da moeda local, frente ao dólar americano.
| Ano  | Produto Interno Bruto | Taxa de câmbio (CHF/(USD) |
| ---- | --------------------- | ------------------------- |
| 1980 | 184 081               | 1,67 Francos              |
| 1985 | 244 421               | 2,43 Francos              |
| 1990 | 330 925               | 1,38 Francos              |
| 1995 | 373 599               | 1,18 Francos              |
| 2000 | 422 063               | 1,68 Francos              |
| 2005 | 463 139               | 1,24 Francos              |
| 2006 | 487 041               | 1,25 Francos              |
| 2007 | 512 142               | 1,20 Francos              |

Os quadros a seguir mostram a evolução do PIB, da inflação, dos gastos públicos e do  comércio exterior, nos últimos anos.
| Desenvolvimento do Produto interno bruto (PIB), real    | Desenvolvimento do Produto interno bruto (PIB), real    | Desenvolvimento do Produto interno bruto (PIB), real    | Desenvolvimento do Produto interno bruto (PIB), real    | Desenvolvimento do Produto interno bruto (PIB), real    | Desenvolvimento do Produto interno bruto (PIB), real    | Desenvolvimento do Produto interno bruto (PIB), real    | Desenvolvimento do Produto interno bruto (PIB), real    | Desenvolvimento do Produto interno bruto (PIB), real    | Desenvolvimento do Produto interno bruto (PIB), real | Desenvolvimento do Produto interno bruto (PIB), real |
| em % comparado com o ano anterior                       | em % comparado com o ano anterior                       | em % comparado com o ano anterior                       | em % comparado com o ano anterior                       | em % comparado com o ano anterior                       | em % comparado com o ano anterior                       | em % comparado com o ano anterior                       | em % comparado com o ano anterior                       | em % comparado com o ano anterior                       | em % comparado com o ano anterior                    | em % comparado com o ano anterior                    |
| ------------------------------------------------------- | ------------------------------------------------------- | ------------------------------------------------------- | ------------------------------------------------------- | ------------------------------------------------------- | ------------------------------------------------------- | ------------------------------------------------------- | ------------------------------------------------------- | ------------------------------------------------------- | ---------------------------------------------------- | ---------------------------------------------------- |
| Ano                                                     | 1998                                                    | 1999                                                    | 2000                                                    | 2001                                                    | 2002                                                    | 2003                                                    | 2004                                                    | 2005                                                    | 2006                                                 | 2007                                                 |
| flutuação em % comparado com ano anterior.              | 2,8                                                     | 1,3                                                     | 3,6                                                     | 1,0                                                     | 0,3                                                     | − 0,2                                                   | 2,3                                                     | 1,9                                                     | ≈ 2,7                                                | ≈ 1,7                                                |
| Fonte: Departamento Federal de Finanças da Suíça (Bfai) | Fonte: Departamento Federal de Finanças da Suíça (Bfai) | Fonte: Departamento Federal de Finanças da Suíça (Bfai) | Fonte: Departamento Federal de Finanças da Suíça (Bfai) | Fonte: Departamento Federal de Finanças da Suíça (Bfai) | Fonte: Departamento Federal de Finanças da Suíça (Bfai) | Fonte: Departamento Federal de Finanças da Suíça (Bfai) | Fonte: Departamento Federal de Finanças da Suíça (Bfai) | Fonte: Departamento Federal de Finanças da Suíça (Bfai) | ≈ = estimado                                         | ≈ = estimado                                         |

| Ano                   | 2003 | 2004 | 2005 | Ano                             | 2003 | 2004 | 2005 |
| PIB em bilhões de US$ | 323  | 359  | 367  | PIB por habitante (em mil. US$) | 44,0 | 48,5 | 49,5 |
| Fonte: Bfai           |      |      |      |                                 |      |      |      |

| Desenvolvimento da inflação       | Desenvolvimento da inflação       | Desenvolvimento da inflação       | Desenvolvimento da inflação       | Desenvolvimento da inflação       | Desenvolvimento dos gastos públicos           | Desenvolvimento dos gastos públicos           | Desenvolvimento dos gastos públicos           | Desenvolvimento dos gastos públicos           | Desenvolvimento dos gastos públicos           |
| em % comparado com o ano anterior | em % comparado com o ano anterior | em % comparado com o ano anterior | em % comparado com o ano anterior | em % comparado com o ano anterior | in % des BIP ("menos" = déficit orçamentário) | in % des BIP ("menos" = déficit orçamentário) | in % des BIP ("menos" = déficit orçamentário) | in % des BIP ("menos" = déficit orçamentário) | in % des BIP ("menos" = déficit orçamentário) |
| --------------------------------- | --------------------------------- | --------------------------------- | --------------------------------- | --------------------------------- | --------------------------------------------- | --------------------------------------------- | --------------------------------------------- | --------------------------------------------- | --------------------------------------------- |
| Ano                               | 2003                              | 2004                              | 2005                              | 2006                              | Ano                                           | 2002                                          | 2003                                          | 2004                                          | 2005                                          |
| Inflação                          | 0,6                               | 0,8                               | 1,2                               | 1,2                               | Gastos públicos                               | 2,4                                           | − 1,3                                         | − 1,1                                         | ≈ 3,2                                         |
| Fonte: Bfai                       | Fonte: Bfai                       | Fonte: Bfai                       | Fonte: Bfai                       | Fonte: Bfai                       | Fonte: Bfai                                   | Fonte: Bfai                                   | Fonte: Bfai                                   | ≈ = estimado                                  | ≈ = estimado                                  |

| Principais parceiros econômicos (2005) | Principais parceiros econômicos (2005) | Principais parceiros econômicos (2005) | Principais parceiros econômicos (2005) |
| Exportações (em %) para                | Exportações (em %) para                | Importações (em %) da                  | Importações (em %) da                  |
| -------------------------------------- | -------------------------------------- | -------------------------------------- | -------------------------------------- |
| Alemanha                               | 19,5                                   | Alemanha                               | 31,6                                   |
| EUA                                    | 10,7                                   | Itália                                 | 10,5                                   |
| Itália                                 | 9,1                                    | França                                 | 10,0                                   |
| França                                 | 8,7                                    | EUA                                    | 5,3                                    |
| Grã-Bretanha                           | 5,4                                    | Holanda                                | 4,8                                    |
| Japão                                  | 3,6                                    | Áustria                                | 4,6                                    |
| outros países                          | 43,0                                   | outros países                          | 33,2                                   |
| todos países da UE juntos              | 61,8                                   | todos países da UE juntos              | 80,4                                   |
| Fonte: Bfai                            |                                        |                                        |                                        |

| Desenvolvimento do comércio exterior                                       | Desenvolvimento do comércio exterior                                       | Desenvolvimento do comércio exterior                                       | Desenvolvimento do comércio exterior                                       | Desenvolvimento do comércio exterior                                       | Desenvolvimento do comércio exterior                                       | Desenvolvimento do comércio exterior                                       | Desenvolvimento do comércio exterior                                       | Desenvolvimento do comércio exterior                                       |
| em bilhões de francos suíços e flutuação comparado em % com o ano anterior | em bilhões de francos suíços e flutuação comparado em % com o ano anterior | em bilhões de francos suíços e flutuação comparado em % com o ano anterior | em bilhões de francos suíços e flutuação comparado em % com o ano anterior | em bilhões de francos suíços e flutuação comparado em % com o ano anterior | em bilhões de francos suíços e flutuação comparado em % com o ano anterior | em bilhões de francos suíços e flutuação comparado em % com o ano anterior | em bilhões de francos suíços e flutuação comparado em % com o ano anterior | em bilhões de francos suíços e flutuação comparado em % com o ano anterior |
| -------------------------------------------------------------------------- | -------------------------------------------------------------------------- | -------------------------------------------------------------------------- | -------------------------------------------------------------------------- | -------------------------------------------------------------------------- | -------------------------------------------------------------------------- | -------------------------------------------------------------------------- | -------------------------------------------------------------------------- | -------------------------------------------------------------------------- |
|                                                                            | 2003                                                                       | 2003                                                                       | 2004                                                                       | 2004                                                                       | 2005                                                                       | 2005                                                                       | 2006                                                                       | 2006                                                                       |
|                                                                            | bilhões. SFr.                                                              | % gg. Vj.                                                                  | bilhões. SFr.                                                              | % gg. Vj.                                                                  | bilhões. SFr.                                                              | % gg. Vj.                                                                  | bilhões. SFr. (1. Hj.)                                                     | % gg. Vj.                                                                  |
| Importações                                                                | 135                                                                        | − 0,4                                                                      | 144                                                                        | 6,7                                                                        | 158                                                                        | 9,4                                                                        | 85                                                                         | 16,0                                                                       |
| Exportações                                                                | 141                                                                        | − 0,8                                                                      | 153                                                                        | 8,2                                                                        | 163                                                                        | 6,7                                                                        | 90                                                                         | 16,8                                                                       |
| Saldo                                                                      | 6,2                                                                        |                                                                            | 8,8                                                                        |                                                                            | 5,5                                                                        |                                                                            | 4,7                                                                        |                                                                            |
| Fonte: Bfai                                                                |                                                                            |                                                                            |                                                                            |                                                                            |                                                                            |                                                                            |                                                                            |                                                                            |

## As sete grandes regiões
O "Escritório Federal da Estatística" (OFS) para poder estudar o desenvolvimento do país e seguindo as pegadas do que se faz no Europa - nomeadamente com o  "Escritório das estatísticas das Comunidades Europeias" (Eurostat) - decidiu criar territórios macro-econónicos que permitam efectuar comparações entre eles. O estudo que demorou vários anos consiste numa partilha do país em sete regiões importantes para a política e a economia.
As sete grandes regiões assim criadas são :
| Região                     | Cantões constituintes      | População (*) | Superfície (**) |
| -------------------------- | -------------------------- | ------------- | --------------- |
| Região Lemánica            | VD, VS, GE                 | 1282          | 8718            |
| Espaço das Terras Centrais | BE, FR, SO, NE, JU         | 1 653         | 10 062          |
| Suíça da Noroeste          | BS, BL, AG                 | 980           | 1959            |
| Zürich                     | ZH                         | 1 194         | 1 729           |
| Suíça do Leste             | GL, SH, AR, AI, SG, GR, TG | 1 037         | 11 521          |
| Suíça Central              | LU, UR, SZ, OW, NW, ZG     | 659           | 4 485           |
| Tissino                    | TI                         | 301           | 2 812           |
| Suíça                      | 26 Cantões                 | 7 105         | 41 285          |

(*) valores de 1996, em milhares

(**) em km ²